# Sebastián Báez
Sebastián Báez (født 28. december 2000 i Buenos Aires, Argentina) er en professionel tennisspiller fra Argentina.